# Grammy Awards de 2005
A 47.ª cerimônia anual do Grammy Awards foi realizada em 13 de fevereiro de 2005, no Staples Center, em Los Angeles. Apresentada por Queen Latifah e televisionada pela CBS, o evento contemplou trabalho de melhores gravações, composições e artistas do ano dentro do período de 2004. Ray Charles, o qual foi homenageado pela cerimônia, recebeu cinco estatuetas, enquanto seu álbum concorrente, Genius Loves Company, recebeu oito.
O rapper norte-americano Kanye West recebeu dez nomeações, mas venceu apenas três. Usher recebeu oito nomeações, incluindo a categoria de Melhor Álbum de R&B Contemporâneo. Britney Spears recebeu, pela primeira vez, uma estatueta por "Toxic", na categoria de Melhor Gravação de Dance.

## Apresentações
| Artista(s) | Canção(ões)                                 |
| --- | ------------------------------------------- |
| Jennifer Lopez Usher James Brown Norah Jones Scott Weiland Marc Anthony Bono Stevie Wonder Brian Wilson Billie Joe Armstrong Alicia Keys Supla Steven Tyler Slash | Tributo a The Beatles "Across the Universe" |
| The Black Eyed Peas Gwen Stefani Eve Maroon 5 Los Lonely Boys Franz Ferdinand                                                                                     | Medley                                      |
| Usher James Brown | Medley                                      |
| Kanye West | "Jesus Walks"                               |

## Indicados e vencedores

### Geral
| Gravação do Ano - "Here We Go Again" – Ray Charles & Norah Jones - "Let's Get It Started" – The Black Eyed Peas - "American Idiot" – Green Day - "Heaven" – Los Lonely Boys - "Yeah!" – Usher | Álbum do Ano - Genius Loves Company – Ray Charles - American Idiot – Green Day - The Diary of Alicia Keys – Alicia Keys - Confessions – Usher - The College Dropout – Kanye West |
| Canção do Ano - "Daughters" – John Mayer - "If I Ain't Got You" – Alicia Keys - "Jesus Walks" – Kanye West - "Live Like You Were Dying" – Tim McGraw - "The Reason" – Hoobastank              | Artista Revelação - Maroon 5 - Los Lonely Boys - Joss Stone - Kanye West - Gretchen Wilson                                                                                       |

### Pop
| Melhor Performance Feminina Pop - "Sunrise" – Norah Jones - "The First Cut Is The Deepest" – Sheryl Crow - "Oceania" – Björk - "What You Waiting For? – Gwen Stefani - "You Had Me" – Joss Stone                                                           | Melhor Performance Masculina Pop - "Daughters" – John Mayer - Let's Misbehave – Elvis Costello - "You Raise Me Up" – Josh Groban - "Cinnamon Girl" – Prince - "Love's Divine" – Seal |
| Melhor Performance Pop Por uma Dupla ou Grupo - "Heaven" – Los Lonely Boys - "My Immortal" – Evanescence - "The Reason" – Hoobastank - "She Will Be Loved" – Maroon 5 - "It's My Life" – No Doubt                                                          | Melhor Vocal Pop Colaborativo - "Here We Go Again" – Ray Charles & Norah Jones - "Redemption Song" – Johnny Cash & Joe Strummer - "Sorry Seems to Be the Hardest Word" – Ray Charles & Elton John - "Something" – Paul McCartney & Eric Clapton - "Moon River" – Stevie Wonder & Take 6 |
| Melhor Performance Instrumental Pop - "11th Commandment" – Ben Harper - "Chasing Shadows" – Herb Alpert, Russ Freeman, James Genus, Gene Lake & Jason Miles - "Take You Out" – George Benson - "Song F" – Bruce Hornsby - "Rat Pack Boogie" – Brian Setzer | Melhor Álbum Vocal de Pop - Genius Loves Company – Ray Charles - Feels Like Home – Norah Jones - Afterglow – Sarah McLachlan - Mind Body & Soul – Joss Stone - Brian Wilson Presents Smile – Brian Wilson                                                                               |
| Melhor Vocal Pop Colaborativo - Henry Mancini: Pink Guitar – James Jensen | |

### Dance
| Melhor Gravação de Dance - "Toxic" – Britney Spears - "Good Luck" – Basement Jaxx & Lisa Kekaula - "Slow" – Kylie Minogue - "Comfortably Numb" – Scissor Sisters - "Get Yourself High" – The Chemical Brothers | Melhor Álbum de Dance/Eletrônica - Kish Kash – Basement Jaxx |